# Gobiotheriodon infinitus
Gobiotheriodon infinitus és una espècie extinta de mamífer que visqué a Àsia durant el Cretaci inferior, fa entre 109 i 122,5 milions d'anys. Se n'han trobat restes fòssils a la província d'Övörkhangai (Mongòlia). Es tracta de l'única espècie del gènere Gobiotheriodon. El seu canal de Meckel, que és ample a la part posterior i conflueix amb el forat mandibular, és una plesiomorfia que té en comú amb els kuehneotèrids i que el diferencia dels amfidòntids, els espalacotèrids i els tinodòntids.
La seva classificació és objecte de debat: hi ha autors que el situen entre els mateixos tinodòntids i d'altres que el compten com a mamífer de posició incerta. El nom genèric Gobiotheriodon és una combinació de Gobiodon, el nom genèric amb el qual havia estat descrit originalment aquest tàxon, i theríon, que significa 'bèstia' en grec antic, mentre que el nom específic infinitus significa 'infinit' en llatí.